# Commune de Marseille
22 mars – 5 avril 1871
14 jours
Entités précédentes :
- Gouvernement de la Défense nationale

Entités suivantes :
- Troisième République

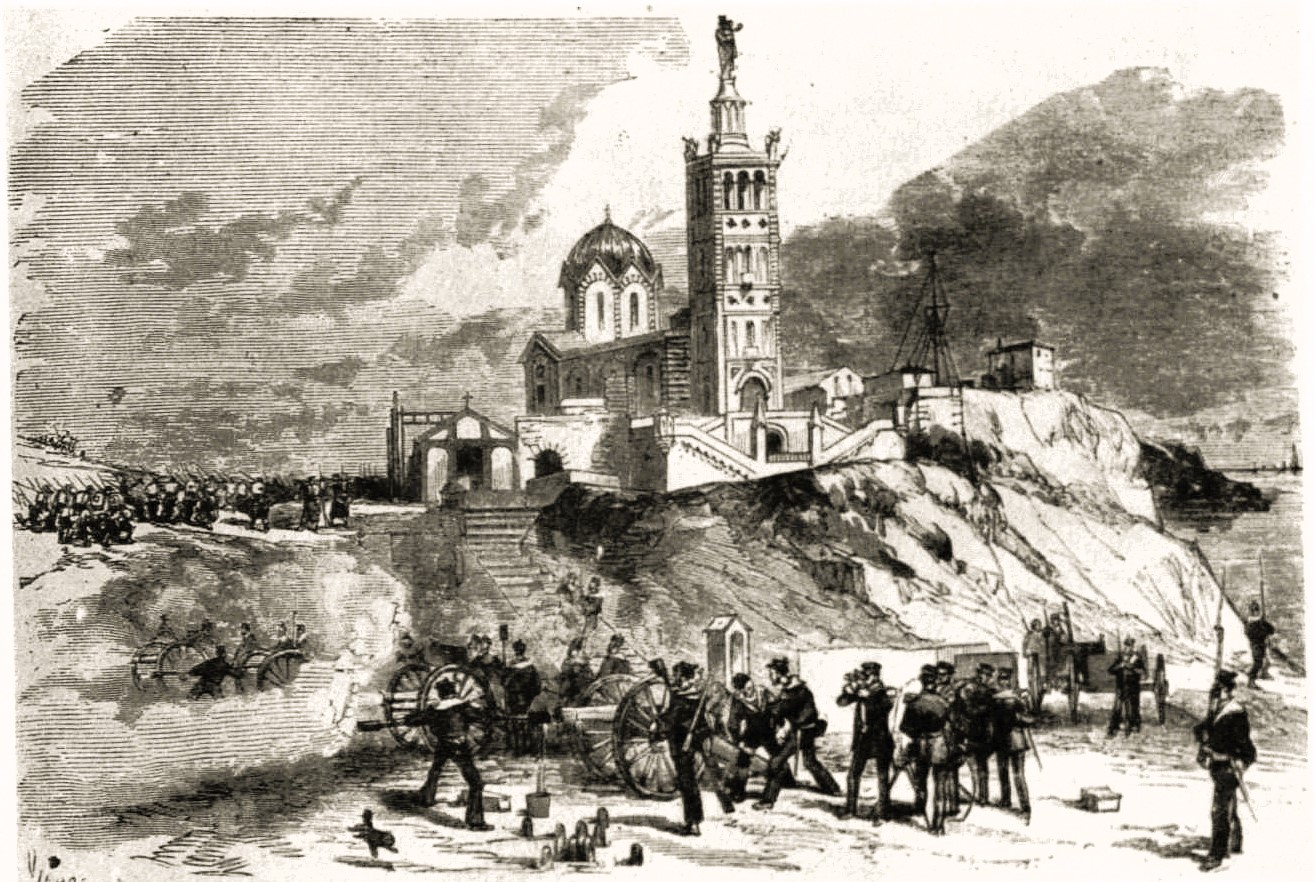
L'armée bombardant les insurgés marseillais depuis Notre-Dame-de-la-Garde, surnommée « Notre-Dame-de-la-Bombarde ».

La Commune de Marseille est un mouvement insurrectionnel communaliste, proclamé par solidarité avec le soulèvement de la Commune de Paris du 18 mars 1871. Son but est de soutenir la république alors naissante contre les manœuvres des « Versaillais » et de permettre à la ville de Marseille de régir ses propres intérêts. Elle réunit des républicains, modérés et Blanquistes, des socialistes, des membres de la première internationale de toutes opinions.
La Commune révolutionnaire dirigée « officiellement » par une commission départementale ayant remplacé le préfet se donne pour chef l'avocat-poète Gaston Crémieux. Mais elle connaît très vite la division. Incapable d'assurer ses missions légales, elle est reprise en main par des délégués parisiens incompétents et violents. Afin d'éviter qu'elle organise des élections et gagne ainsi une véritable légitimité démocratique, le général versaillais Henri Espivent de La Villesboisnet la déclare hors la loi et fait donner contre elle ses troupes. Elle est réprimée dans le sang, dans la nuit du 4 au 5 avril 1871 ; avec elle s'éteint le dernier espoir de la Commune de Paris de gagner des soutiens en Province. Si ses racines plongent bien avant la première insurrection du 1er novembre 1870, elle ne dure en tout que quatorze jours, du 22 mars au 5 avril 1871.

## Historique
Les origines de la commune de Marseille se situent à la fin de l'Empire. Les sentiments républicains s'affirment dans la ville, et les maires de Marseille sont de sensibilité modérée, certes, mais très nettement engagés. D'autre part, dès 1865, les francs-maçons marseillais les plus radicaux développent par le biais de l'enseignement, une réelle politique d'entraide, où se retrouvent tout l'éventail des opposants à Napoléon III.
La loge « La Réunion des Amis choisis » du Grand Orient, formée de républicains et de blanquistes, fonde, pour entraîner les autres loges, le 11 février 1868 un « Comité central d'initiative des loges » de dix membres : l'avocat Gaston Crémieux, Barne, Brochier, Carriol, Chappuis, de Pleuc, Dhionnet, Massip, Rouvier et Adolphe Royannez.
Parallèlement, voient le jour l’« Association phocéenne de l’Enseignement, de l’Instruction et de l’Éducation des deux sexes » et la « Caisse Centrale de Secours ».
D'autre part, les nouvelles conditions faites à la presse provoquent une éclosion de journaux. Parmi eux, un bon nombre de feuilles républicaines, surveillées par la police, souvent condamnées, mais actives, dont le journal le Peuple, dirigé par Gustave Naquet.
En 1869, Léon Gambetta, alors marqué comme un radical, est élu député des Bouches-du-Rhône. Crémieux initie Gambetta dans la loge de La réforme, où se retrouvent quelques futurs acteurs de la commune, Rouvier, Naquet et Esquiros.
Après l'effondrement du second Empire devant la Prusse de Bismarck, le pouvoir devenant vacant, la France se dote d'un gouvernement provisoire, dirigé par le même Gambetta, mais à Marseille, une première tentative d'insurrection annonce la fragilité et l'âpreté de ces temps nouveaux.

### D'une insurrection à l'autre

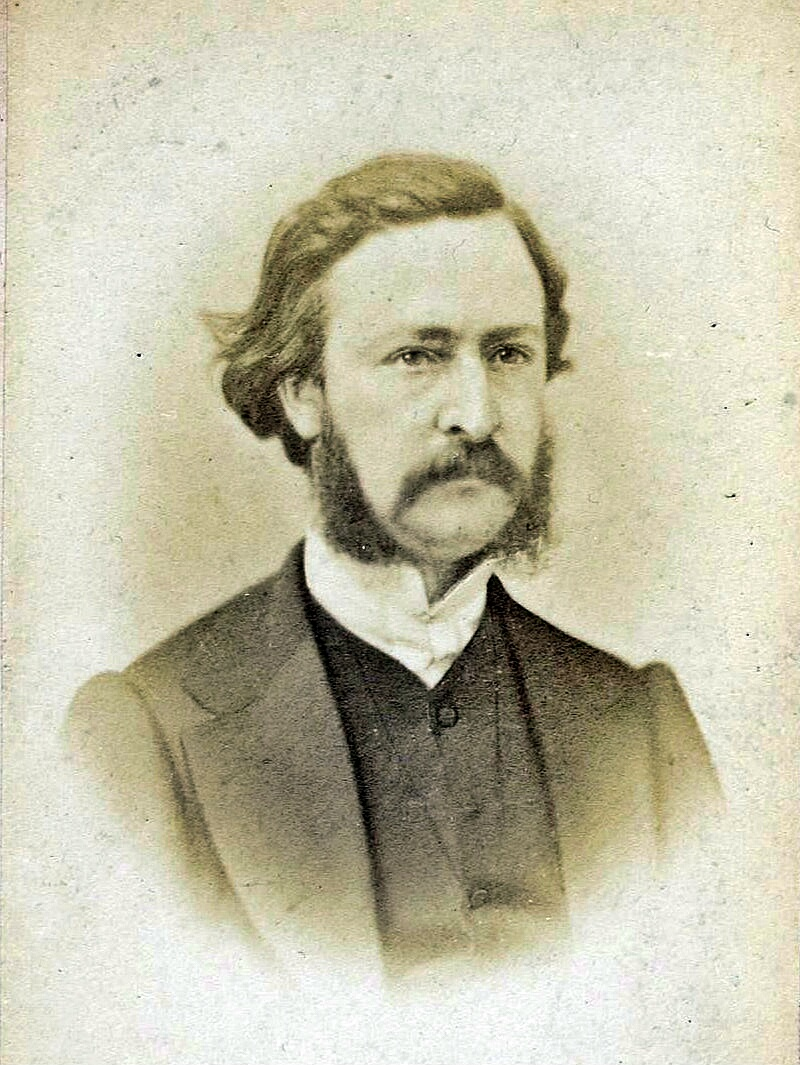
Gaston Crémieux d'après le recueil de la commune.

Le 7 août 1870, cette première insurrection populaire avec, à sa tête, Gaston Crémieux, Émile Bouchet, Maurice Rouvier et Gustave Naquet prend d'assaut la préfecture. Le soir même, ces radicaux se réunissent rue Vacon avec les socialistes, forment un comité d'action, et le lendemain, ils prennent d'assaut la mairie, installant un comité révolutionnaire, formé par Crémieux, Paul Giraud, Clovis Hugues, Félix Granet, Cabasse, un employé de mairie : Joseph Tardif, les journalistes Auguste Sorbier et Armand Elbert, les internationalistes Charles Alerini, Étienne-Louis Combes, Victor Bosc (des Catalans), Philibert Gilbert, Frédéric Bordes, Auguste Conteville et Célestin Matheron. Se joignent à eux un entrepreneur : Félix Debray, un cordonnier : Joseph Maviel, un maçon : Esprit Tourniaire et un employé : Eugène Barthélémy.
Ce premier mouvement sera sévèrement réprimé par l'administration locale, fidèle aux lois impériales. Une fois arrêtés, les « factieux » sont emprisonnés dans un cachot du fort Saint-Jean. Le 27 août, un conseil de guerre statue sur le sort des meneurs et les condamne à passer quelques mois en prison à Saint-Pierre. Pierre Bernard, Tardif, Barthélémy et Giraud sont condamnés à un mois de prison ; Tourniaire de trois ; Crémieux, Combe, Bosc et Sorbier de six ; Bordes de huit ; Conteville, Gilbert, Debray et Maviel, d'un an.
Le 4 septembre 1870, jour de la proclamation de la République, ils sont libérés de prison ; Gambetta confirme l'ordre de les libérer tandis qu'une foule imposante va à la rencontre des prisonniers dans la nuit. Le même jour, le nouveau chef du gouvernement nomme Alphonse Esquiros administrateur supérieur des Bouches-du-Rhône ; Adolphe Carcassonne est nommé président de cette première commune ; le drapeau tricolore est hissé sur la mairie. Le 7 septembre, Crémieux accueille Esquiros à la gare Saint-Charles et l'accompagne à la préfecture.
Dans un même temps, la création de la Ligue du Midi (15 départements), dirigée localement par Esquiros et Bastélica et Crémieux, renforce le pôle républicain.
Toutefois, de nombreux conflits se font déjà jour au sein du Conseil municipal de Marseille entre républicains modérés et blanquistes. Ils atteignent leur comble lorsque Esquiros, l'administrateur supérieur des Bouches-du-Rhône ayant fonction de préfet, perd la confiance de Gambetta. En effet, plusieurs de ses arrêtés sont jugés illégaux par le ministre de l'intérieur du gouvernement provisoire (suspension de la Gazette du Midi, journal légitimiste, dissolution de la congrégation des jésuites de Marseille) Alphonse Esquiros, ne peut pas s'opposer ouvertement au gouvernement provisoire de Tours et en septembre, il envoie Gaston Crémieux à Tours, discuter avec Adolphe Crémieux et Gambetta pour tenter une conciliation mais celui-ci échoue.
Esquiros démissionne. Il est brièvement remplacé par Louis-Antoine Delpech, lui-même aussitôt démissionnaire. Gambetta nomme alors à ce poste Alphonse Gent. Le conflit s'envenime, attisé par la rivalité entre la Garde nationale (bourgeoise) et la Garde civique (ouvrière), créée par Esquiros.
Le 3 octobre 1870, la « Commissaire Générale de la Ligue du Midi pour la défense de la République » mandate Gaston Crémieux pour que la région se rallie à leur cause. Pour l'avocat nîmois, l'heure est venue d'affirmer ses idées :

« Nous sommes résolus à tous les sacrifices, et, si nous restons seuls, nous ferons appel à la révolution, à la révolution implacable et inexorable, à la révolution avec toutes ses haines, ses colères et ses fureurs patriotiques. Nous partirons de Marseille en armes, nous prêcherons sur nos pas la guerre sainte. »

Le 19 octobre 1870, Crémieux fait ovationner la Ligue du Midi, et la Commune Révolutionnaire, lors d'un meeting organisé à l'Alhambra. La Ligue entre peu à peu en opposition ouverte avec le gouvernement de la défense nationale. Alors que la garde civique d'Esquiros est licenciée par le gouvernement provisoire, Gambetta coupe les ponts avec la ligue du midi. Les membres de la Commission départementale insurrectionnelle appellent dès lors les Marseillais à prendre les armes.
Le 31 octobre 1870, l'Hôtel de Ville est de nouveau occupé et la Commune proclamée ; le lendemain, Gustave Cluseret est nommé Commandant de la Garde Nationale, Clovis Hugues prend la tête de la Légion urbaine et Esquiros prend la tête de la Commission municipale. Ce 2 novembre, Gent est accueilli à coup de révolver, gare Saint-Charles (Crémieux, absent, est en meeting dans l'Isère). Pendant ces quelques jours, la popularité d'Esquiros reste intacte, mais la mort de son fils qui vient de succomber à la typhoïde change la donne. Gambetta lui conserve une sympathie personnelle (sinon politique) et lui fait savoir qu'il partage son deuil ; Esquiros accepte d'être remplacé par Alphonse Gent.
Les circonstances jouent d'ailleurs en faveur du nouveau préfet. L'attentat dont il a été la victime à son arrivée lui apporte le soutien populaire. Cette sympathie à son égard lui permet de reprendre le pouvoir en main pour le compte du Gouvernement. Et le 13 novembre, le nouveau préfet peut télégraphier à Tours que l'ordre règne de nouveau à Marseille.

### Le début de la Commune
La paix signée avec l'Allemagne, le gouvernement de défense doit céder la place. Des élections législatives ont lieu le 8 février 1871. À Marseille, Esquiros est réélu tandis que Gent démissionne, outré par les conditions de l'armistice. Le parlement se réunit à Bordeaux. La chambre est une émanation des communes rurales ; elle est particulièrement royaliste. Une majorité de notables légitimistes et orléanistes est sortie des urnes.

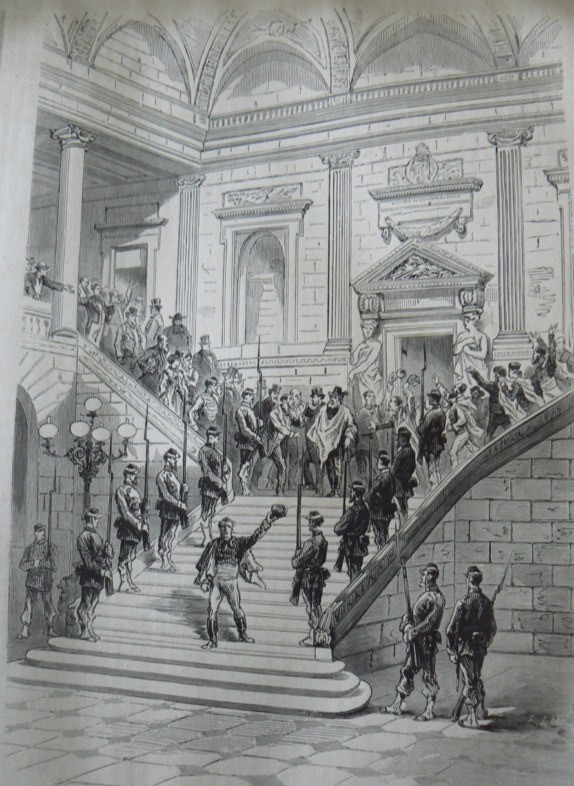
Garibaldi quittant le Grand Théâtre de Bordeaux sous la haie d'honneur des Gardes nationaux.

Crémieux, présent à Bordeaux, intervient depuis les tribunes pour saluer Garibaldi, élu illégalement car de nationalité italienne, invité à la chambre et qu'empêchent de parler les députés royalistes, par ces mots demeurés célèbres :

« Majorité rurale, honte de la France ! »

La foule des tribunes l'applaudit fortement au grand dam d'un autre Marseillais, Adolphe Thiers.
Le 18 mars 1871, commence l'insurrection de la Commune parisienne ; le 22 mars 1871, la nouvelle arrive à Marseille des menaces d'Adolphe Thiers, nouveau chef du gouvernement, de désarmer Paris.
Le jour même, Crémieux prend la tête d'un troisième mouvement insurrectionnel. Il enflamme le club de l’Eldorado (républicain radical, voire socialiste), et court au club de la garde nationale (modéré), dénonce Versailles, et réclame qu'on soutienne Paris et sa Commune. Devant la tiédeur du club de la Garde Nationale, Crémieux revient faire patienter l'Eldorado. Curieusement, c'est la maladresse du parti des « Versaillais » qui donne le véritable coup d'envoi de la commune de Marseille.
Dans la soirée, le nouveau préfet, le contre-amiral Paul Cosnier et le général Espivent ordonnent à la Garde Nationale de se rassembler le lendemain en faveur de Versailles, le maire Jacques-Thomas Bory tente de les en dissuader ; leur appel reste sans effet. Le défilé des gardes nationaux, sur le cours Belsunce, dégénère en manifestation où se mêlent garibaldiens, population marseillaise et des restes de la garde civique d'Esquiros.

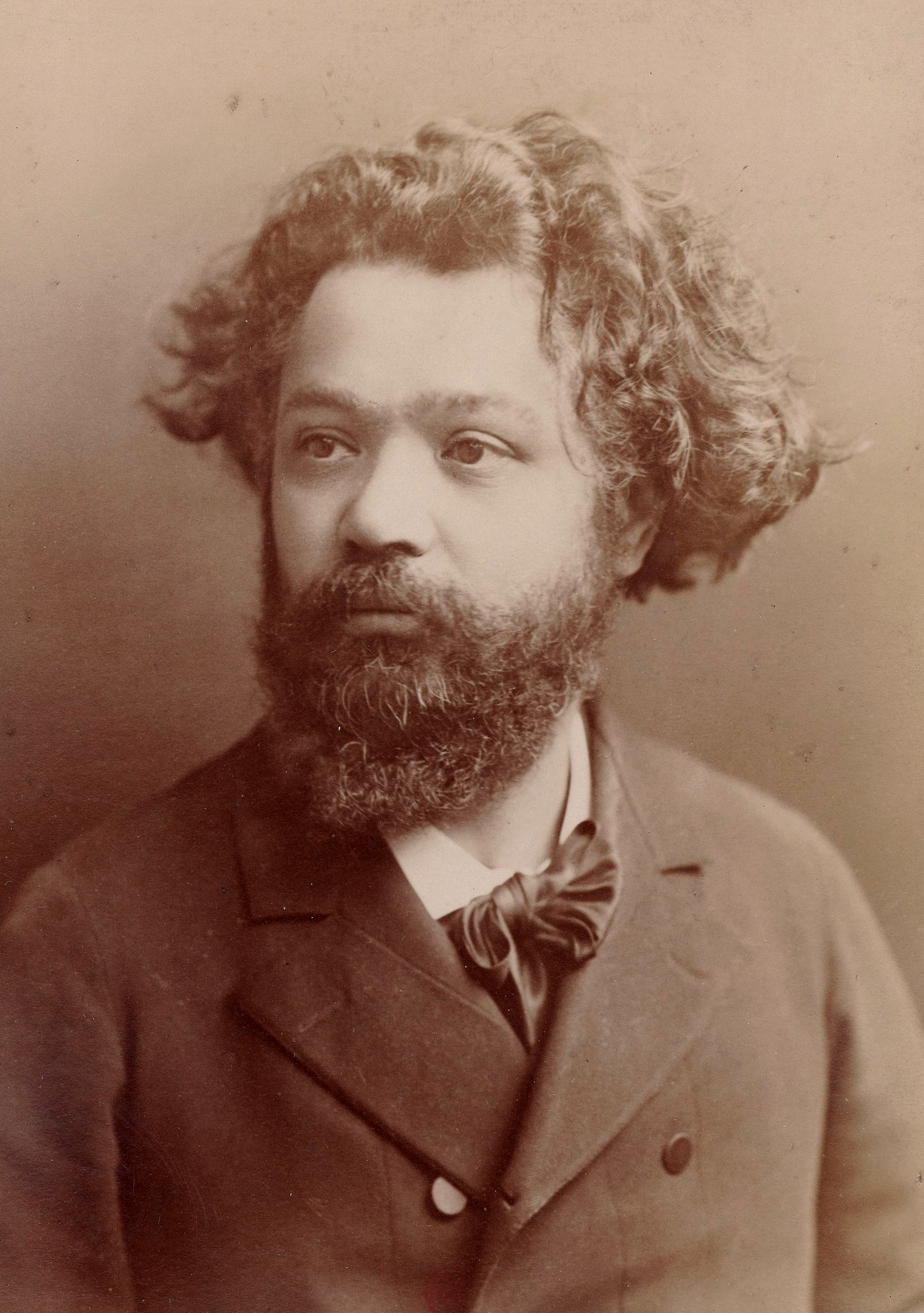
Le journaliste Clovis Hugues.

La foule prend sans effusion de sang la préfecture d'assaut. Clovis Hugues marche aux côtés de Crémieux. Le jeune journaliste de 20 ans brandit le drapeau rouge de la république sociale et devient son bras droit (plus tard, il sera boulangiste).
Commencée ce 23 mars la commune de Marseille va durer jusqu'au 5 avril.

### Éviter «l'anarchie»
Le Préfet prisonnier, le maire démissionné, Espivent en fuite, la commission départementale prend la place du préfet ; elle comprend 12 membres : des Radicaux (Job et Étienne), des membres de l'Internationale (Alérini), de la Garde nationale (Bouchet, Cartoux), et trois délégués du Conseil municipal. L'insurrection victorieuse, Crémieux déclare du haut du balcon de l'Hôtel départemental la solidarité de Marseille avec Paris, appelle la population à maintenir l'ordre et propose de mettre en liberté l'amiral Cosnier ; la foule s'y refuse.
Effrayés par ce qu'ils viennent d'avaliser, les membres de la municipalité tentent de se retirer de la Commune. Crémieux convainc Boucher de demeurer en poste[réf. nécessaire].
Le 27 mars 1871 arrivent quatre délégués parisiens : Landeck, Amouroux, Albert May dit Séligman, et Méguy. Landeck se met à la tête de la Commission, et traite tous les modérés en suspects. Arrêté, relâché, menacé, sans plus de pouvoir, Crémieux est tenté de démissionner à son tour. Des élections communales, afin d'instituer une nouvelle légalité, sont prévues pour le 6 avril. Le 28 mars, le général Espivent de la Villeboisnet, chef des troupes militaires du département, qui a fait refluer ses hommes hors les murs, à Aubagne, proclame - sans aucune base légale - les Bouches-du-Rhône en état de guerre et se déclare partisan du Gouvernement d'Adolphe Thiers.
Alors que l’ordre est rétabli dans les autres villes qui se sont érigées en Communes : Lyon, Toulouse, Saint-Étienne, Limoges, Narbonne, les luttes internes atteignent leur apogée à Marseille. La commission départementale (Landeck) dissout le conseil municipal (Bouchet) et souhaite que le drapeau rouge devienne l'emblème de la commune. Crémieux y interpose le drapeau noir, signe pour lui de deuil (et non d'anarchisme). Son souci constant pendant cette période étant d'assurer une continuité de la loi, d'éviter les désordres (ce qu'il nomme l'anarchie) afin de ne pas prêter le flanc aux critiques de leurs adversaires. Mais les chefs des administrations ont déserté leurs postes. Ceux du télégraphe, les magistrats du parquet, les agents de la force publique… et la Commune de Marseille ne peut leur opposer que des proclamations.

### Répression
Le 3 avril 1871, le général Espivent fait marcher ses troupes (de 6 000 à 7 000 hommes) contre Marseille. La lutte s'engage le lendemain. La gare résiste, mais la petite armée des Versaillais parvient jusqu'aux barricades de la rue Saint-Ferréol. Elle vise la préfecture où se sont retranchés les défenseurs de l'insurrection.
Crémieux tente de parlementer aux avant-postes de Castellane ; deux bataillons du VIe chasseurs fraternisent avec la foule. Les garibaldiens qui défendent la Gare opposent une sérieuse résistance aux troupes du général Espivent. Crémieux croit encore au triomphe de la commune. Après une brève rencontre avec Crémieux, Espivent fait mine de battre en retraite. D'autres soldats fraternisent (nombre d'entre eux seront fusillés,), des tirs partent contre les insurgés d'un club légitimiste, situé dans la maison des frères de la doctrine chrétienne, faisant de nombreuses victimes parmi les insurgés. La lutte est indécise.
Mais, vers midi, Espivent fait bombarder la cité depuis Notre-Dame-de-la-Garde (ce qui lui vaut le surnom de « Notre-Dame de la Bombarde ») ; après avoir reçu plus de 280 obus, la préfecture tombe le 5 avril à 7 heures du matin, après dix heures de combats acharnés. Landeck s'est enfui à Paris, Bastellica est parti en Espagne, Royannez, Clovis Hugues, tous les principaux révolutionnaires de la Commune ont réussi à se faufiler loin des combats. Prises en étau entre les marins et les troupes de chasseurs, pilonnées par les canons postés sur la colline de la Garde, le port sous la domination de deux navires de guerre, la ville et la préfecture, ne peuvent pas résister longtemps sans chef. Les insurgés comptent 150 morts environ (et plus de 500 prisonniers), les troupes d'Espivent subissent en tout 30 morts et 50 blessés. Le lendemain, elles défilent, victorieuses, aux cris de « Vive Jésus ! Vive le Sacré-Cœur ! ».
Gaston Crémieux, quant à lui, refuse de s'enfuir. Il est arrêté le 8 avril 1871 dans le cimetière juif. Son procès commence le 12 juin devant le premier conseil de guerre avec celui des autres Marseillais, dirigeants locaux, le plus souvent modérés, Bouchet, Ducoin, Breton, Pélissier, Duclos, Novi, Nastorg, Hermet, Genetiaux, Chachuat, Éberard et Matheron. Nombre d'entre eux seront acquittés. Mais l'accusation veut un exemple ; le 28 juin les débats sont clos dans un procès militaire. Crémieux – à qui l'on reconnaît le statut de prisonnier politique – est le seul condamné à mort. Clovis Hugues est fait prisonnier quatre mois plus tard. La Cour de cassation confirme les jugements en appel, le 15 septembre.
Adolphe Thiers, devenu président, plaide pour la grâce d'Étienne et de Pelissier[réf. nécessaire].
Il retient quatre jours le dossier de Crémieux à la Présidence, mais Crémieux est condamné. La commission des grâces cède devant l'insistance répétée du général Espivent,.

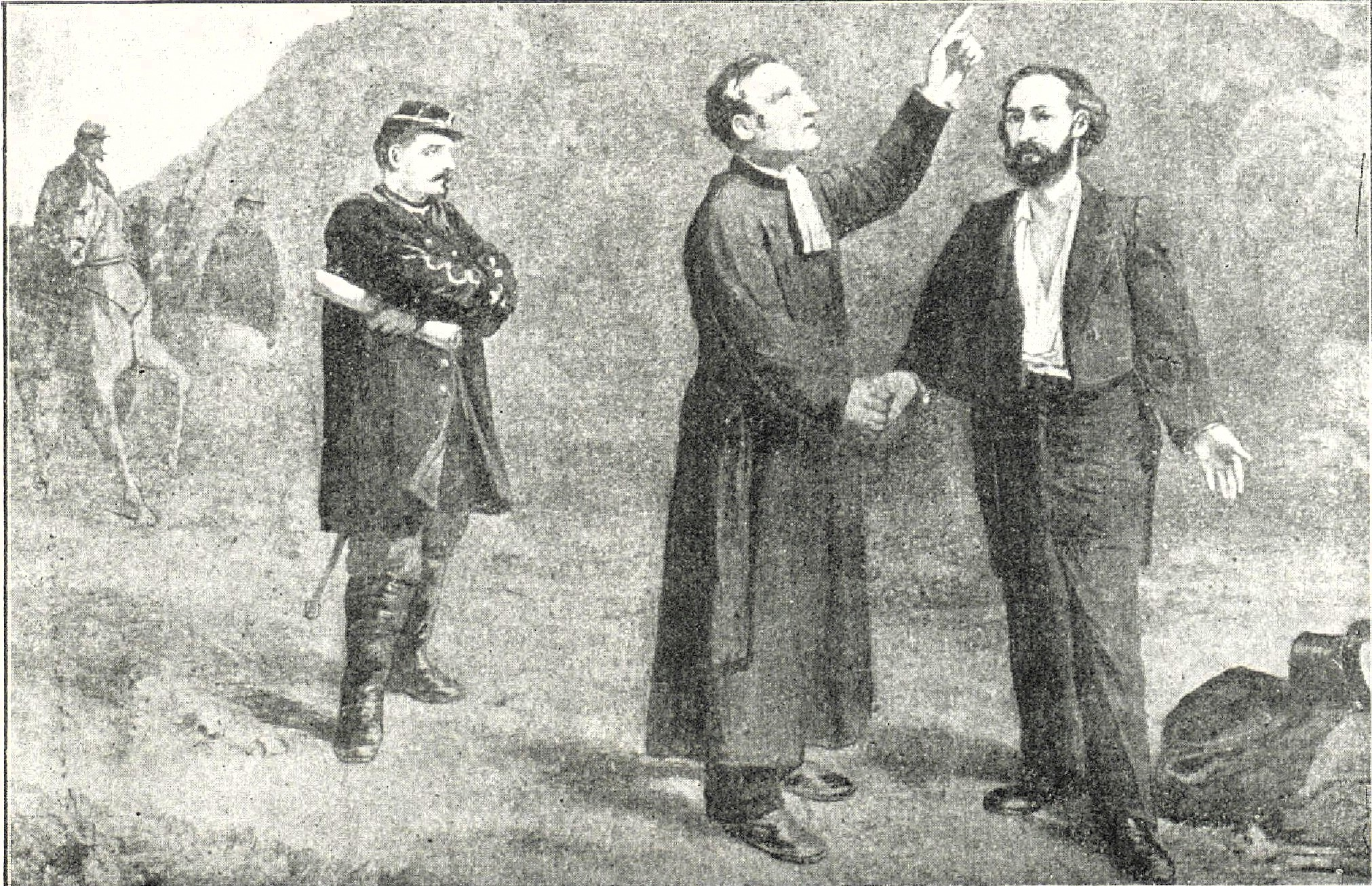
Le rabbin Vidal venant voir Gaston Crémieux le jour de son exécution au Pharo, le.

Crémieux est exécuté au Pharo, le 30 novembre 1871 ; Clovis Hugues est condamné à quatre ans de cellule (et une amende de 6 000 francs).
Une fois l'autorité gouvernementale rétablie par la force, les clubs sont fermés, la Garde nationale désarmée et dissoute, et la censure rétablie. Cinq ans d'« Ordre moral » commence.